# Receptklub
A Receptklub az RTL Klub televíziós csatorna és a magyar televíziózás legsikeresebb gasztronómiai műsora.[forrás?]

## Története
1998. február 16-án került az első recept adásba, Balázs Péter (színművész) és fia, Balázs Bence tolmácsolásával. Őket váltotta 1999 márciusában Horváth Rozi, fűszerész (a Sara Lee márkájának arca) és Kaszás Géza, színész.
2000. március 13-án debütált Kovács Lázár, aki Horváth Rozit váltotta a szakmai műsorvezető poszton. A fiatal konyhafőnököt, a producerek – Szűcs László és Érczy Zsolt – fedezték fel az Alabárdos Étteremben, ahol Jakabffy László étterem tulajdonos keze alatt tanulta meg a szakácsmesterséget. A gasztronómiai produkció 2000. október 15-én kezdte el vasárnapi műsorát, Vasárnapi Receptklub címmel. Ez évben került be Kovács Antal – akkor még a Gundel Étterem sommelier-ja, majd a Zwack Unicum Rt. borgasztronómiai munkatársa – a műsorba, mint borszakértő a Borpillanatok rovatban, s követte őt Gulyás Csaba 2001-ben, a Párlat Tárlat rovatban.
2004 februárjában startolt Receptklub Főzőpárbaj 2005 júniusáig volt képernyőn, s produkálta minden idők legnézettebb[forrás?] gasztronómiai műsorának számait (2004 március, 18-49 50,5% sher, amr 4+ 1 049 000 néző).
Kovács Lázárt 2008-ban a washingtoni magyar nagykövetség kérte fel a főszakácsi teendők ellátására, így Kócsa László vette át a Receptklub főzőkanalát 2008 októberétől.

## Alkotók
A Receptklub közel 11 éve alatt több mint 2800 receptet főzött a hétköznapi és több mint 1000 receptet a hétvégi adásaiban. A közel 4000 receptet Szűcs László szerkesztő, főszerkesztő, producer irányításával készítette el az alkotó stáb:
- Dóra György
- Horváth Csaba
- Szabó Tamás
- Zádor István
- Engelbrecht Rita
- Oláh Zoltán
- Mekis Csilla
- Muhi Mária
- Horacsek Barbara
- Borlai Fanni
- Osztás Attila
- Árva László
- Borlai Cecília
- Herdlicska Péter
- Benedek Csaba
- Kabai Judit
- Benke Éva
- Farkas Attila
- Tóth Attila
- Vajkai Péter
- Kócsa László
- Érczy Zsolt
- Szűcs László.

A Receptklub könyv-sorozata 2000 óta közel 200.000 példányban kelt el, majd 2004 márciusában startolt a Receptklub Magazin havilap, gasztronómiai újság.

## A műsor készítői
- 1998-1999 NBG
- 1999-2001 D&B
- 2001-2009 D&B-IKO